# San Benito (Surigao del Norte)
San Benito, antaño conocido por Talísay, es un municipio filipino de sexta categoría, situado en la isla de Siargao, adyacente  a  Mindanao en el nordeste. Forma parte de la provincia de Surigao del Norte situada en la Región Administrativa de Caraga, también denominada Región XIII. Para las elecciones está encuadrado en el Primer Distrito Electoral.

## Geografía
Municipio situado al oeste de la isla de Siargao, que se encuentra al este de la provincia, ribereño del mar de Filipinas, en el seno de Dinagat.
Su término linda al norte con el municipio de Santa Mónica;  al sur con Del Carmen, antes conocido por Numancia; al este con el de San Isidro;  y al oeste con el seno de Dinagat (Dinagat Sound), al que se abre la bahía de Litalit.
Comprende varias islas adyacentes a la de Siargao: San Juan, barrio de San Juan; Cancangón, barrio de Maribojoc; Dahikan, Poneas y Litalit. 

### Barangays
El municipio  de San Benito se divide, a los efectos administrativos, en 6 barangayes o barrios, conforme a la siguiente relación:
| - Bongdo - Maribojoc | - Nuevo Campo - San Juan | - Santa Cruz (Población) - Talísay (Población) |

## Economía
San Benito es uno de los caladeros más ricos de la isla de Siargao, de modo que la pesca ocupa el segundo lugar en cuanto a fuente de ingresos.

## Historia
Un grupo de misioneros jesuitas fue enviado  a Sapao, hoy Santa Mónica.
Quedaron prendados por la gran variedad de árboles Talisay que se estaban floreciendo, nombre que dieron al lugar donde construyeron una capilla a la que entregaron una  reliquia de San Benito.
Barrio de Sapao, cuando Sapao,   durante la ocupación estadounidense de Filipinas, pierde la condición de municipio, Tálisay pasa a depender de Numancia, convirtiéndose en su barrio más poblado.
Gracias a los desvelos del congresista  Constantino C. Navarro, Sr., el 17 de septiembre de 1971  se crea el nuevo municipio de San Benito.